# Stictotarsus deceptus
Stictotarsus deceptus är en skalbaggsart som först beskrevs av Henry Clinton Fall 1932.  Stictotarsus deceptus ingår i släktet Stictotarsus och familjen dykare. Inga underarter finns listade i Catalogue of Life.